# Mogens Snogdahl
Mogens Eskild Snogdahl (født 2. juni 1926 i København, Danmark) er en dansk tidligere roer, bror til Jørn Snogdahl. Han var medlem af Bagsværd Roklub.
Snogdahl repræsenterede Danmark ved OL 1952 i Helsinki. Her udgjorde han, sammen med sin bror Jørn Snogdahl, samt Bjørn Stybert, Preben Hoch, Helge Schrøder, Bjørn Brønnum, Leif Hermansen, Ole Scavenius Jensen samt styrmand John Wilhelmsen den danske otter. Den danske båd kom ind på fjerdepladsen i sit indledende heat, hvorefter de vandt et opsamlingsheat. I semifinalen sluttede danskerne på 3. pladsen, og kvalificerede sig dermed ikke til finalen. De sluttede samlet konkurrencen på en 9. plads.
Snogdahl var også med i den danske otter der vandt en EM-sølvmedalje ved EM 1951 i Mâcon.